# Самусіївка (Кременчуцький район)
Самусіївка —  село в Україні, у Кременчуцькому районі Полтавської області. Входить до складу Піщанської сільської громади. Населення становить 82 осіб. До 2020 року орган місцевого самоврядування — Ялинцівська сільська рада.

## Географія
Село Самусіївка знаходиться на лівому березі річки Дніпро, вище за течією на відстані 4 км розташована гребля Кременчуцького водосховища, нижче за течією на відстані 1,5 км розташоване село Кривуші.

## Назва
Назва походить від прізвища козацько-старшинського роду Самусів (перший Самусь - правобережний гетьман на рубежі 17 і 18 ст.).
До 7 жовтня 2004 року називалось Самусівка.
При будівництві ГЕС було затоплення села Самусівка його жителів було переселено.

## Галерея

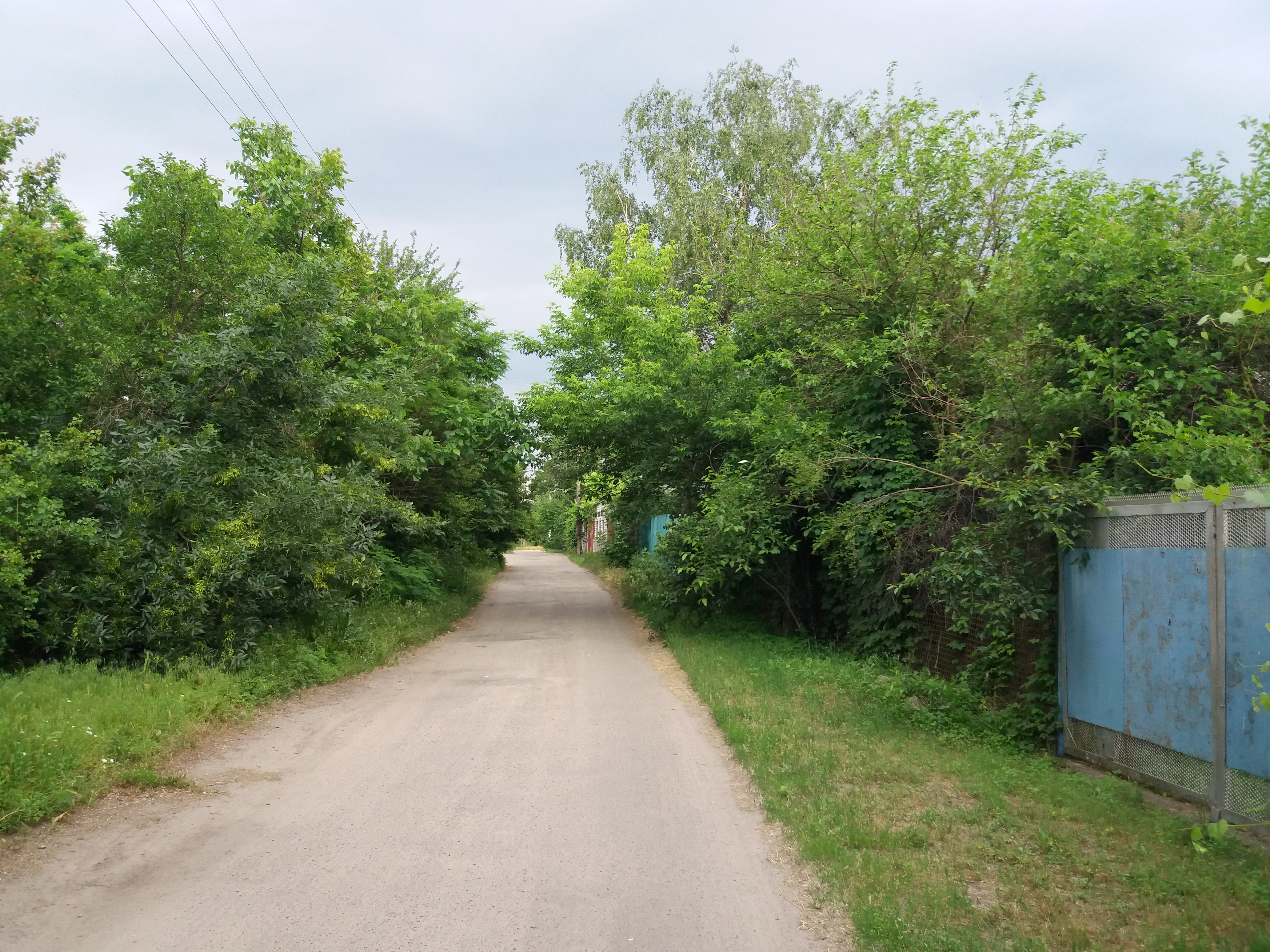
Центральна вулиця
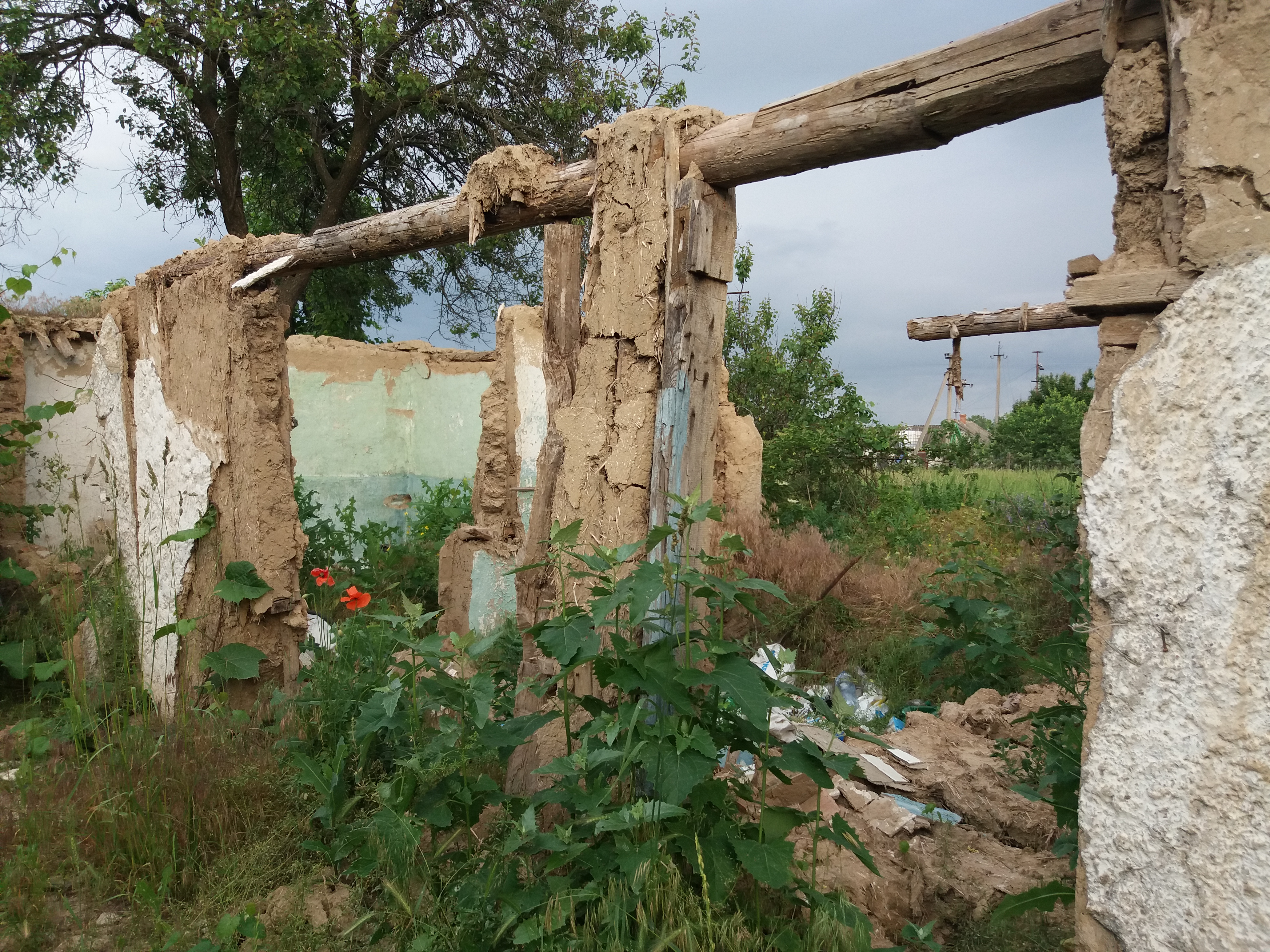
Руїни  старої хати
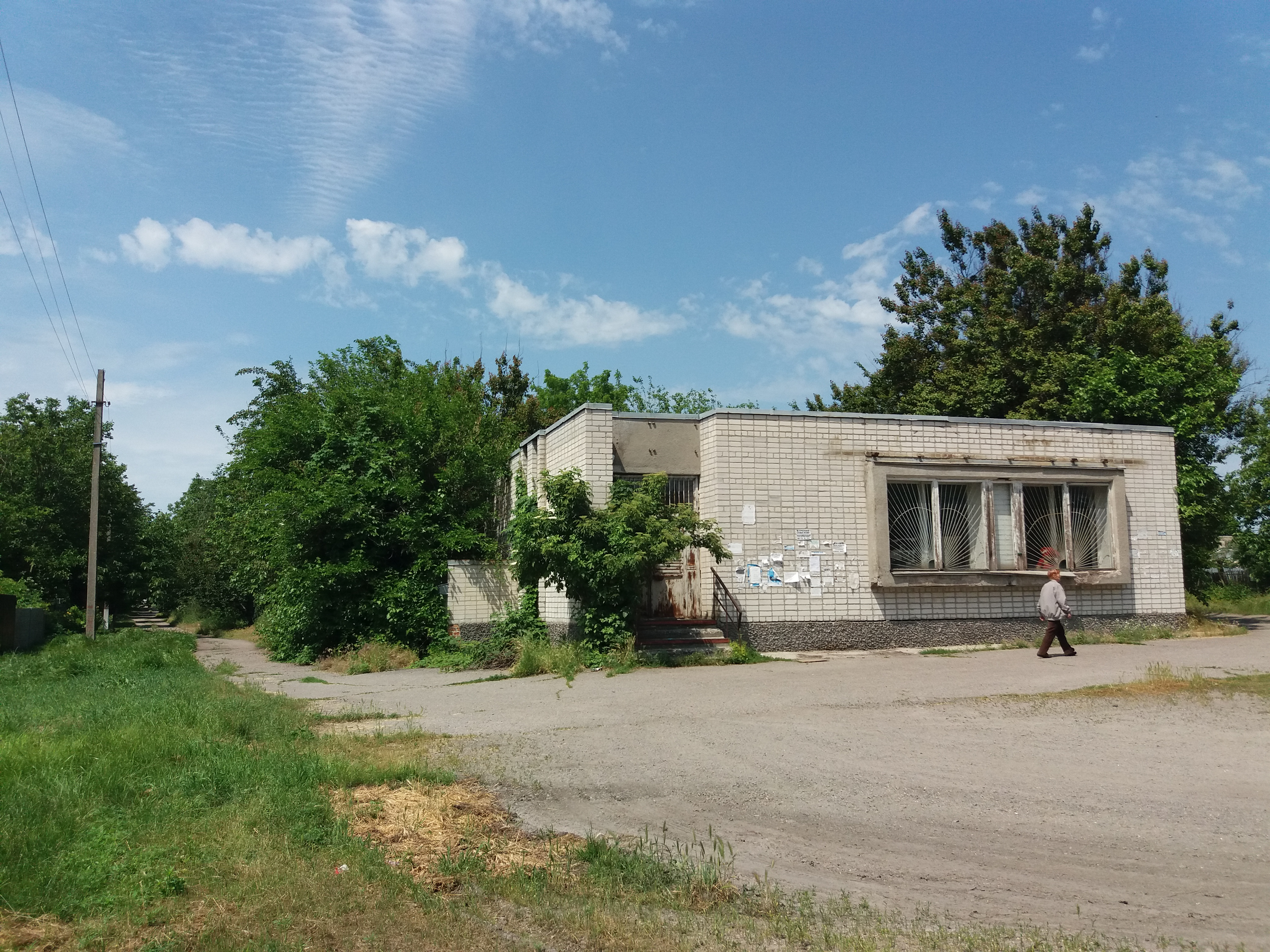
Будівля непрацюючого магазину в центрі села